# Suzanne Silvercruys
Suzanne Silvercruys, née le 29 mai 1898 à Maaseik et morte le 31 mars 1973 à Washington, est une sculptrice et militante politique belgo-américaine. Pendant la Première Guerre mondiale, elle est connue aux États-Unis comme « the little Belgian girl » (la petite fille Belge), en raison de son fort engagement dans les campagnes de collecte de fonds au profit des victimes de guerre belges.

## Biographie

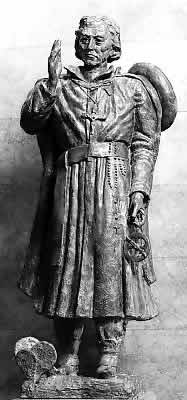
Eusebio Francisco Kino, une sculpture de Silvercruys dans le National Statuary Hall à Washington D.C.

Suzanne Silvercruys grandit dans la villa Egelsberg à Maaseik. Son père, le baron Frantz Silvercruys, est juge à la Cour de cassation belge et son frère, le baron Robert Silvercruys, est un diplomate belge.
Pendant la Première Guerre mondiale, elle s'installe aux États-Unis en 1915, avec son mari et sa sœur. Deux ans plus tard, elle assiste en tant que spectatrice à une réunion en faveur de l'organisation « Relief Fund Belgium », qui collecte des fonds pour lutter contre la famine en Belgique. L'orateur principal invité ne pouvant être présent, on lui demande de parler des conditions de guerre déchirantes dans son pays natal. Elle reçoit une ovation pour son discours passionné qui suscite une collecte spontanée[réf. souhaitée].
À la demande de l'ambassadeur de Belgique à Washington, Silvercruys prend ensuite la parole devant des associations et des écoles dans tout le pays, devenant la vitrine d'une collecte de fonds massive d'un million de dollars, ce qui lui a valu le surnom de « petite Belge ». La Belgique la récompense pour ses mérites en lui décernant l'Ordre de Léopold et l'Ordre de la Couronne. Silvercruys se consacre également aux efforts de collecte de fonds pendant la Seconde Guerre mondiale.
En 1922, Silvercruys obtient la citoyenneté américaine et devient politiquement active au sein du parti républicain du Connecticut. En 1949, elle est la fondatrice et la première présidente de Minute Women of the U.S.A.[source secondaire souhaitée], qui lutte contre le communisme.
En 1928, Suzanne Silvercruys est diplômée du département artistique de l'université de Yale, avec une spécialisation en sculpture. Les Silvercruys ont créé des sculptures du président Hoover, de la reine Astrid et d'Audrey Hepburn, entre autres. Elle a également peint des portraits.
Suzanne Silvercruys a divorcé de Henry Walcott Farnam, Jr. et s'est remariée avec le colonel de l'armée américaine Edward Ford Stevenson. Elle vt à Tucson, en Arizona, lorsqu'elle décède en 1973 à l'âge de 74 ans.

## Publications
- Suzanne of Belgium (autobiographie)
- The Epic of America
- There Is No Death (piece de théâtre)
- A Primer of Sculpture